# Tiếng Garo
Garo (cũng được viết là Garrow, hay tên tự gọi, Mande) là một ngôn ngữ chính của những người dân tại Vùng đồi Garo tại bang Meghalaya của Ấn Độ. Tiếng Garo cũng được sử dụng tại các quận Kamrup, Dhubri, Goalpara và Darrang của Assam, Ấn Độ cũng như tại nước Bangladesh láng giềng. Tiếng Garo sử dụng chữ cái Latinh và có quan hệ thân thuộc với tiếng Bodo, một trong những ngôn ngữ chính tại bang Assam láng giềng.
Các phương ngữ bao gồm A'beng (A'bengya, Am'beng), A'chick (A'chik), A'we, Chisak, Dacca, Ganching, Kamrup, Matchi. Phương ngữ Achikpre chiếm ưu thế trong khi tất cả các phương ngữ đều hiểu lẫn nhau. Phương ngữ Abeng được nói tại Bangladesh, gần nhất với Koch.